# Beobank
Beobank est une banque située en Belgique appartenant au Crédit mutuel Nord Europe depuis 2013.
Depuis 2013, l'entreprise propose des produits bancaires du quotidien ( comptes courants, prêts, cartes de crédit, etc.) à travers le réseau de 192 agences réparties dans toute la Belgique.

## Historique
Beobank s’appelait Citibank Belgium avant le 21 mai 2013 et a été renommée à la suite de son rachat par le Crédit Mutuel Nord Europe le 30 avril 2012. Citibank misait dans le segment des cartes de crédit, Beobank veut se profiler comme une banque de détail avec divers services pour ses clients.
En mai 2015, la banque BKCP du groupe Crédit mutuel Nord Europe disparaît au profit de la marque Beobank.

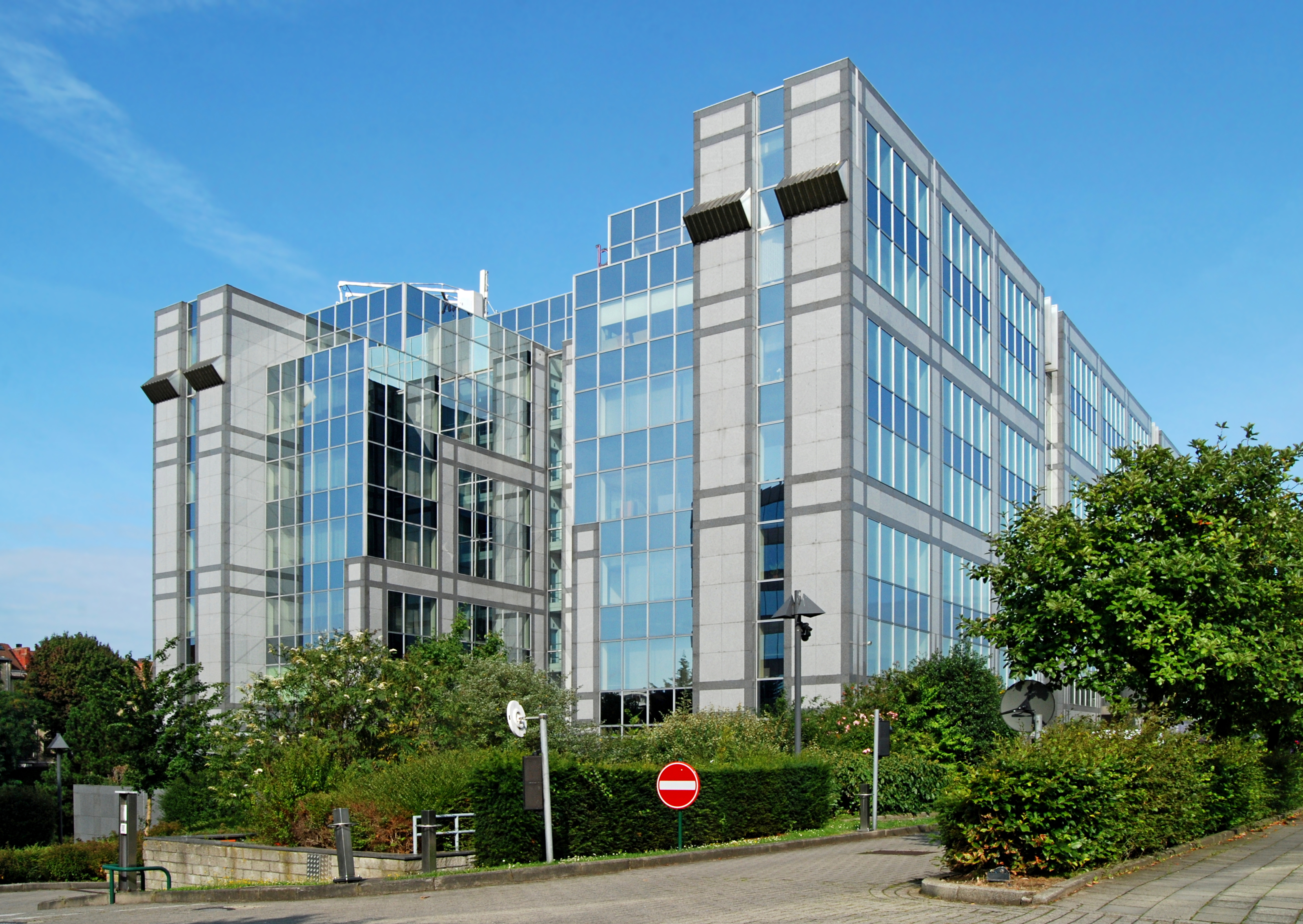
« La Plaine », ancien siège de Beobank à Bruxelles (Montois Partners - 1995).

## À voir aussi